# Bouwel
Bouwel is een dorp in de Belgische provincie Antwerpen en een deelgemeente van Grobbendonk. Bouwel was een zelfstandige gemeente tot aan de gemeentelijke herindeling van 1977.

## Geschiedenis
In 1771 werden in de buurt van Bouwel Romeinse munten aangetroffen. Eeuwenlang was Bouwel afhankelijk van Grobbendonk, al lag het hiervan geïsoleerd door de Kleine Nete en door moerassen. In 1487 werd het alsnog een zelfstandige heerlijkheid met Huybrecht Brant, welke een kasteel liet bouwen. In de loop der eeuwen werd Bouwel eigendom van een reeks families.
Eind 1976 kwam er een einde aan de zelfstandigheid van Bouwel en werd het bij de fusiegemeente Grobbendonk gevoegd.

## Geografie
Bouwel heeft een oppervlakte van 6,47 km² en telt ongeveer 3000 inwoners.

### Demografische ontwikkeling
- Bronnen:NIS, Opm:1806 tot en met 1970=volkstellingen; 1976 = inwoneraantal op 31 december

## Bezienswaardigheden
- De Molen van Bouwel

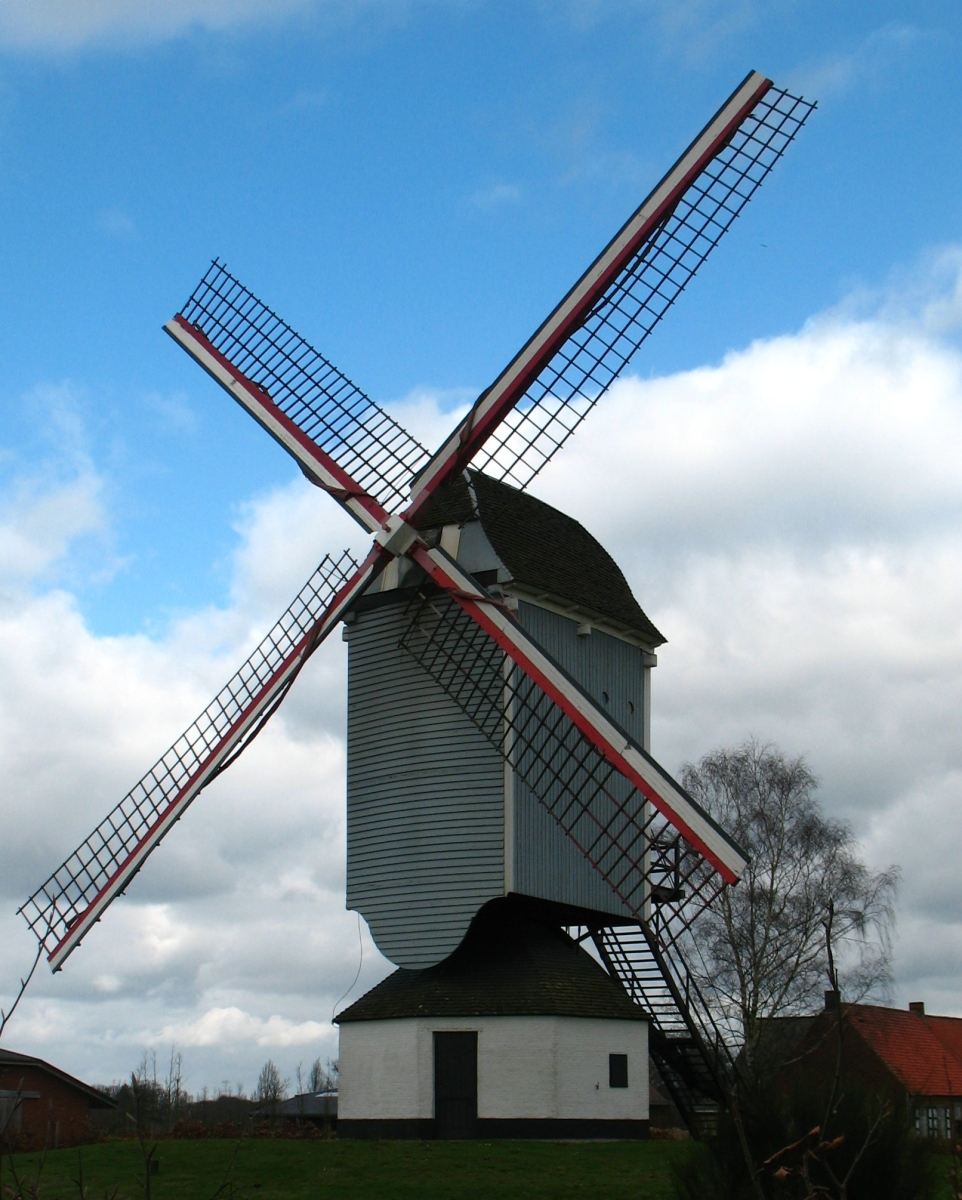
De Molen van Bouwel

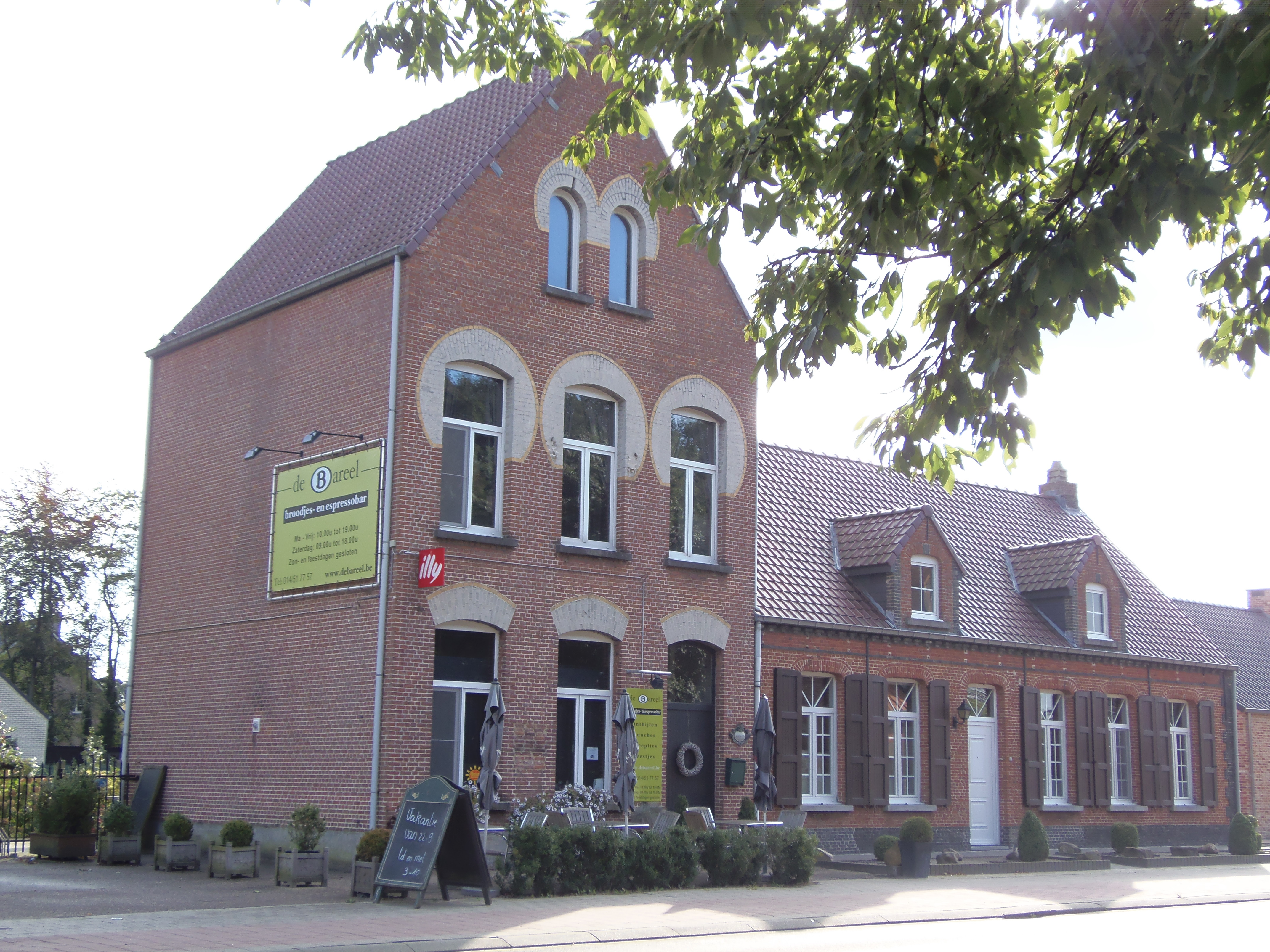
Voormalig postkantoor

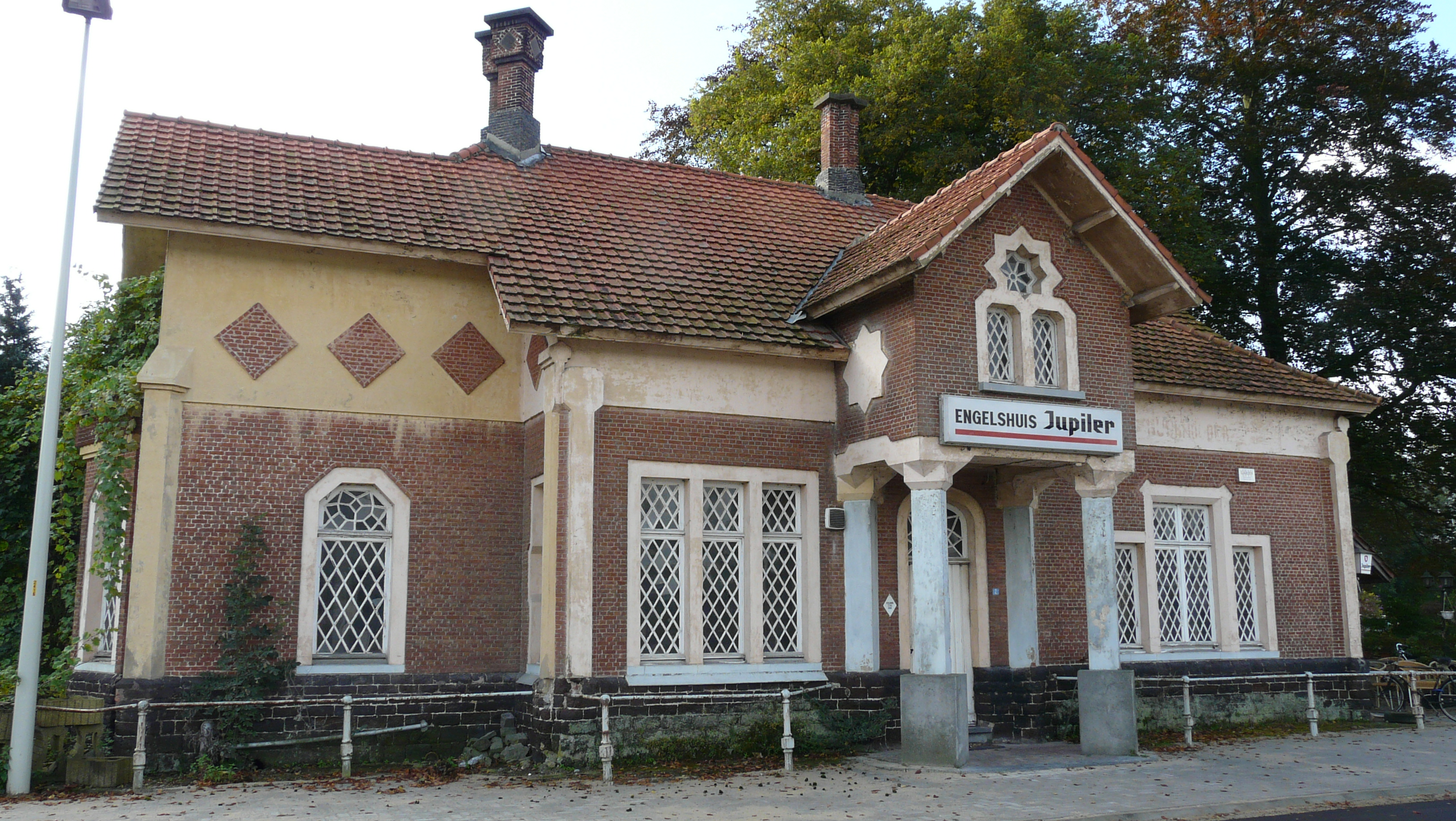
Herberg en café Engels Huis

- De Onze-Lieve-Vrouw-ten-Hemel-Opgenomenkerk.
- De voormalige meisjesschool met klooster dateren uit 1898
- De Kapel van de Langenheuvel
- De vroeger omgrachte pastorie uit 1780
- Het Kasteel Bouwelhof
- Het Café "Engels huis"
- De Afspanning "De Kroon"
- De Lourdesgrot
- Het Oud-Gemeentehuis (Ter Duinen). Vele jaren waren er plannen om dit af te breken, maar na vele discussies werd deze publieke eigendom in 2018 geprivatiseerd met de belofte het gebouw te renoveren.

## Natuur en landschap
Bouwel ligt in de Kempen op ongeveer 10 meter hoogte. De plaats ligt ten zuiden van het Albertkanaal. Ten noordwesten van de kom stroomt de Kleine Nete onder dit kanaal door. Bouwel kent de volgende natuurgebieden:
- De Kerkeheide met het Cis Drijbooms-wandelpad van 1,5 km
- Het gebied Konijnenbergen-Ter Duinen

## Politiek

### Geschiedenis

#### Burgemeesters
Bouwel had een eigen gemeentebestuur en burgemeester tot de fusie van 1977. Burgemeesters waren:
| Tijdspanne | Tijdspanne  | Burgemeester                 |
| ---------- | ----------- | ---------------------------- |
|            | ? - ?       | P.M. Kreydt                  |
|            | ? - ?       | P. Peeters                   |
|            | ? - 1851    | J.F. Van Looy                |
|            | 1855 - 1884 | J.B. Faes                    |
|            | 1886 - 1892 | Gom. Van der Linden          |
|            | ? - 1896    | Arthur Bosschaert de Bouwel  |
|            | 1897 - 1903 | Robert Bosschaert de Bouwel  |
|            | 1904 - 1906 | Const Keersmaekers           |
|            | 1906 - ?    | Jan A. De Ceulaer            |
|            | ? - 1930    | Hendrik Engelen              |
|            | 1931 - ?    | L. Janssen                   |
|            | 1933 - 1939 | Georges Bosschaert de Bouwel |
|            | ? - ?       | Frans Verbeeck               |
|            | ? - 1946    | Horemans                     |
|            | 1959 - 1970 | Alfons Van Hoof              |
|            | 1971 - 1976 | Willy Taelman (PVV)          |

## Cultuur

### Bijnaam
De inwoners van Bouwel dragen de spotnaam blarendabbers.

## Mobiliteit

### Openbaar vervoer
Stoptreinen tussen Antwerpen/Lier en Herentals stoppen in station Bouwel.
Buslijn 849 tussen Heist-op-den-Berg en Vorselaar (Kardinaal van Roey-instituut) bedient zesmaal per dag het station.

### Wegennet
Net ten noorden van Bouwel loopt de snelweg A13/E313 met op- en afrittencomplex ter hoogte van het dorp.

## Nabijgelegen kernen
Herentals, Herenthout, Nijlen, Grobbendonk